# Wolfgang von Eichborn
Wolfgang von Eichborn (* 24. September 1948) ist ein ehemaliger deutscher Bundesrichter.
Er absolvierte 1969 sein Abitur am Gymnasium Grafing und hielt eine kritische und stark diskutierte Abiturrede. Danach studierte er Rechtswissenschaften und legte die juristischen Staatsexamina ab. 1976 trat Eichborn in die bayerische Finanzverwaltung ein. Ab 1978 war er im Bundesministerium für Wirtschaft (BMWi) Referent im Referat „Steuerpolitik“ und danach im Referat „Beteiligungen des Bundes an erwerbswirtschaftlichen Unternehmen“. 1988 wurde er für drei Jahre abgeordnet zum Auswärtigen Amt in die Wirtschaftsabteilung der deutschen Botschaft in Indien. Später wurde er beurlaubt zur SPD-Fraktion im Deutschen Bundestag als Referent für Finanz- und Steuerpolitik. 1997 wurde er zum Referatsleiter für Außenwirtschaft im BMWi bestellt und 1998 zum Bundesrichter am Bundesfinanzhof ernannt. Er gehörte dem XI. Senat (Umsatzsteuer, Kindergeld) an und war ebendort regelmäßiger Vertreter des Vorsitzenden und entsandtes Mitglied im Gemeinsamen Senat der obersten Gerichtshöfe des Bundes in Karlsruhe. 2013 trat er in den Ruhestand. Er lebt in Ebersberg.
Fachaufsätze schrieb er für u. a. Der Betrieb, Deutsches Steuerrecht und ifo Schnelldienst.
Politisch trat er in Erscheinung, als er 2014 den Vorsitz des Bundesschiedsgerichts der AfD niederlegte. 2015 unterzeichnete er den Aufruf zur Gründung der Gruppe Weckruf 2015 in der AfD.